# Reka Der-Cipriani
Reka Der-Cipriani (Cluj-Napoca, 6 giugno 1943) è un'ex schermitrice italiana, specializzata nel fioretto.

## Biografia
Nata nel 1943 a Cluj-Napoca, in Romania, a 29 anni ha partecipato ai Giochi olimpici di Monaco di Baviera 1972, nel fioretto a squadre, insieme a Bersani, Collino, Lorenzoni e Ragno-Lonzi, passando il 1º turno con 3 vittorie contro Polonia (10-3 con 2 vittorie personali), Germania Ovest (1 vittoria personale) e Stati Uniti (senza la sua presenza), prima di ottenere due sconfitte, per 9-6 in semifinale contro l'Ungheria, poi argento, e nella finale per il bronzo con la Romania, gare nelle quali ha ottenuto in entrambe una vittoria personale.